# 에스토니아 노동자 코뮌

에스토니아 노동자 코뮌의 기

에스토니아 노동자 코뮌(에스토니아어: Eesti Töörahva Kommuun, 러시아어: Эстляндская трудовая коммуна)은 러시아 내전 및 에스토니아 독립 전쟁 중에 볼셰비키 군대가 점령한 에스토니아 지역에 세워졌던 평의회 공화국 정부이다. 1918년 11월에 적군의 지원을 받아 얀 안벨트(Jaan Anvelt)를 의장으로 하여 나르바에서 수립이 선포되었다. 동년 12월 러시아 소비에트 연방 사회주의 공화국에 의해서 승인된 것이 유일한 국제적 승인이다.
1919년 1월 요한 라이도네르 장군이 이끄는 에스토니아 국민군의 반격이 시작되며 사실상 패망했고, 코뮌은 러시아에서 망명 정부를 운영하다가 1919년 중에 해산되었다.

## 같이 보기
- 에스토니아 독립전쟁
- 에스토니아 소비에트 사회주의 공화국
- 나이스사르 소비에트 공화국